# سوزان ناسل
سوزان ناسل (انگلیسی: Suzanne Nossel؛ زادهٔ ۳۰ ژوئیهٔ ۱۹۶۹) درایالات متحده آمریکا و یک فعال حقوق بشر است. سوزان مدیر اجرایی انجمن قلم آمریکا است. انجمن جهانی قلم بزرگ‌ترین فدراسیونی است که ۱۴۴ مرکز را در برمی‌گیرد.
پیش از این ناسل از دوم ژانویه ۲۰۱۲ تا ۱۱ ژانویه ۲۰۱۳ در سمت مدیر اجرایی عفو بین‌الملل ایالات متحده آمریکا خدمت کرد. فعالیت او در این دوره باعث شد قانون حمایت از زنان و دختران افغانی در آمریکا در سال ۲۰۱۲ به تصویب برسد.

## تاریخچه
وی پیش از تصدی مدیریت اجرایی در سازمان عفو بین‌الملل، در سال ۲۰۰۹ به عنوان معاون دستیار وزیر خارجه خدمت کرد، در آنجا مسئولیت چندجانبه حقوق بشر شامل امور حقوق بشر بشردوستانه، مسائل زنان، دیپلماسی عمومی، مطبوعات و رابطه با کنگره را نیز بر عهده داشت. ناسل در وزارت امور خارجه ایالات متحده آمریکا نقش اصلی خود را در مشارکت آمریکا در شورای حقوق بشر سازمان ملل از جمله قطعنامه مقدماتی حقوق بشر پیشگامانه در مورد حقوق بشر در ایران، سوریه، لیبی، ساحل عاج، آزادی اجتماع، آزادی بیان و موارد دیگر ایفا کرد.
سوزان ناسل از سال ۱۹۹۹ تا ۲۰۰۱ در سمت معاون سفیر سازمان ملل تحت رهبری ریچارد هولبروک نماینده ایالات متحده در سازمان ملل متحد بود، وی به عنوان نماینده رسمی ایالات متحده در مجمع عمومی سازمان ملل متحد مسئول مذاکره در مورد بدهی‌های معوقه ایالات متحده به بدنه این سازمان جهانی بود.

## جوایز و شهرت
در سال ۱۹۹۷ سوزان ناسل به دلیل کارهای برجسته و حرفه‌ای اش در برآورده کردن حقوق منافع عمومی، جایزه کافمن را دریافت کرد. اندکی پس از آن، وی به عنوان همکار اسکادن در حقوق کودکان، یک سازمان حمایت از منافع عمومی در شهر نیویورک شروع به فعالیت کرد.
در سال ۲۰۰۱، ناسل جایزه آلومینای جوان رادکلیف را دریافت کرد و سهم برجسته‌ای در پیشرفت زنان، ایجاد کرد.
در دسامبر ۲۰۱۴، ناسل جایزه ویژه استفاده از دیپلماسی را توسط انجمن ملل متحد دریافت کرد.

## زندگی شخصی
ناسل در وستچستر نیویورک متولد شد، والدین او اهل آفریقای جنوبی بودند و او نوه یکی از پناهجویان بازمانده از آلمان نازی در دهه ۱۹۳۰ است که به آفریقای جنوبی گریختند. وی به دلیل خانواده یهودی‌اش در آمریکا و طی دیدارهایی که از آفریقای جنوبی در زمان آپارتاید به عمل آورد به حقوق بشر علاقه پیدا کرد. او بارها از اقوام اسرائیلی‌اش بازدید کرده است.
وی در حال حاضر متأهل است و به همراه همسر و دو فرزندش در منهتن زندگی می‌کند.